# Командир
Команди́р частини (підрозділу) — посадова особа командного складу в збройних силах, на котру покладено командування (керівництво) підрозділом, частиною (кораблем), з'єднанням. У більшості країн світу командир є єдиноначальником і несе особисту відповідальність за постійну бойову і мобілізаційну готовність ввіреної йому частини (підрозділу).

## Командирські обов'язки
Командир відповідає за бойову підготовку, виховання, військову дисципліну і морально-психологічний стан особового складу, за стан озброєння, бойової техніки і транспорту, за матеріально-побутове і медичне забезпечення частини (підрозділу).
Командирами частин або підрозділів призначаються особи офіцерського, старшинського або сержантського складу залежно від їх підготовки в атестаційному порядку.
У Збройних силах України на командирів усіх ступенів покладені такі обов'язки:
Командир (начальник) є єдиноначальником і особисто відповідає перед державою:
- за бойову та мобілізаційну готовність довіреної йому військової частини, корабля (підрозділу);
- за бойову підготовку, виховання, військову дисципліну, морально-психологічний стан особового складу;
- за внутрішній порядок;
- стан і збереження озброєння, боєприпасів, бойової та іншої техніки, пального і матеріальних засобів;
- за всебічне забезпечення військової частини, корабля (підрозділу);
- за додержання принципів соціальної справедливості.

Командир (начальник) відповідно до посади, яку він займає, повинен діяти самостійно і вимагати від підлеглих виконання вимог Конституції України, законів України, статутів Збройних Сил України та інших нормативно-правових актів.